# Miquel Cazaña Llagostera
Miquel Cazaña Llagostera (Barcelona, 1980) és un il·lustrador i pintor català.
Net de la pintora realista Carmen Gandía, va estudiar disseny gràfic a l'Escola Pau Gargallo de Badalona i il·lustració a l'Escola Massana, on es va graduar amb matrícula d'honor amb el llibre De Barcelona al món.
En la seva desena exposició de pintura, Paisatges de l'ànima, afirmava que el seu propòsit és captar i plasmar la màgia I la bellesa de la realitat quotidiana, que moltes vegades passa desapercebuda.
Ha il·lustrat llibres, especialment novel·les i llibres infantils per a l'Editorial Luis Vives o Grupo SM. Ha fet un total de dotze exposicions en més de 50 espais diferents. Ha exposat, per exemple, en hospitals, locals de restauració, hotels i centres cívics. Fruit dels seus viatges al Marroc i a l'Índia són les exposicions Homenatge al Marroc, o l'exposició Homenatge a l'Índia, exposada el 2014 a l'Acadèmia de Belles Arts de Sabadell.
Viu a Navarra des de 2016, on ha exposat a la casa de cultura d'Elizondo el 2017 i el 2019. Va continuar exposant en altres llocs, el 2017 a la cadena d'hotels Eurostars, i el 2020 a l'Ateneo de Madrid.